# Quico Rivas
Francisco Rivas Romero-Valdespino, conocido como Quico Rivas (Cuenca, 1953 - Ronda, 1 de junio de 2008), fue crítico de arte, comisario de exposiciones y escritor. 

## Biografía
Quico Rivas desplegó la mayor parte de su polifacética actividad —que desde las artes plásticas, la música y la literatura deriva paulatinamente hacia la agitación política— entre dos ciudades, en cuyos respectivos renacimientos culturales de las décadas 1970 y 1980 jugó un papel decisivo. En Sevilla, donde se inicia como crítico de arte a los 16 años, participa en la fundación de colectivos (Equipo Múltiple) y centros de creación (M-11). En Madrid, publica en infinidad de diarios y revistas, se implica en la organización de memorables exposiciones (1980, Madrid, Madrid, Madrid...), propulsa el trabajo de diversos creadores, ahonda en su interés por la antipsiquiatría, el mundo penitenciario y la bohemia histórica, crea colectivos de inspiración situacionista (Margen) o anarcofuturista (El Refractor, La Infiltración), se convierte en editor y más tarde en promotor de bares legendarios ("Cuatro Rosas", "La Mala Fama"). En medio de su frenético quehacer, entreabre largos paréntesis en lugares como Grazalema (Cádiz), Formentor (Mallorca), La Palma (Islas Canarias), Sierra de Guadarrama (Madrid) o L’Escala (Costa Brava), donde pinta, investiga, escribe novelas y poemas o simplemente convalece. “Como el yonqui o el ludópata, también el artista es un adicto, y no sólo en sentido figurado. Su dependencia es, además, irreversible: no puede desengancharse; su grandeza, caso de alcanzarla, radica en la capacidad para transmutar los conflictos íntimos en energía creadora”. 
Sustentada en una visión profundamente innovadora, su escritura transforma la crítica de arte en género literario autónomo, en cuya trama convergen lo poético y lo político, lo filosófico y lo novelesco, la ética y el humor. El itinerario vital de Quico Rivas, repleto de inusitadas aventuras, tuvo el efecto indeseado de eclipsar sus escritos, dispersos hasta ahora en innumerables publicaciones, revistas y catálogos. Cómo escribir de pintura sin que se note, libro que recoge lo más significativo de su obra crítica, fue editado en 2011 por Árdora Ediciones, inaugurando a título póstumo la bibliografía de un autor que a lo largo de toda su existencia hizo lo imposible por permanecer inédito.
Aunque nunca lo exhibió, fue conde de la Salceda. En "Rafael Barradas y mi abuelo", artículo publicado en ABC el 11 de agosto de 2001 y recogido en Cómo escribir de pintura sin que se note (Madrid, 2011), recuerda con humor su herencia de "niño bien": "De mi abuelo paterno Francisco Rivas y Jordán de Urríes heredé el nombre, el apellido y una mandíbula cuadrada, prominente, que la familia considera el principal atributo de los Rivas".

## Archivo documental
En la actualidad, la Biblioteca del Museo Nacional y Centro de Arte Reina Sofia recoge parte de su archivo personal, compuesto por más de un millar de documentos .

## Obras
El poeta sordo - Francisco Rivas (1953-2008). Huerga y Fierro Editores. 2019
Cómo escribir de pintura sin que se note. Ardora Ediciones, 2011
Reivindicación de don Pedro Luis de Gálvez a través de sus úlceras, sables y sonetos, ZUT EDICIONES,S.L, 2014